# Corydalis barbisepala
Corydalis barbisepala là một loài thực vật có hoa trong họ Anh túc. Loài này được Hand.-Mazz. & Fedde mô tả khoa học đầu tiên năm 1921.